# Gaetano Esposito

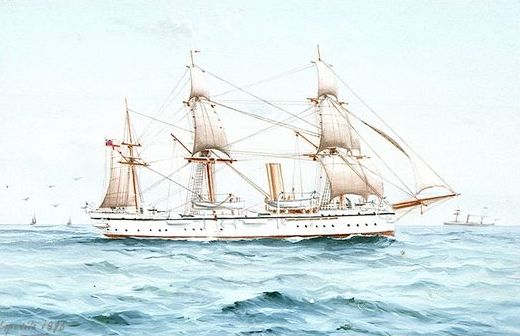
Aquarelle de l' HMS Melita par Esposito

Gaetano Esposito (né à Salerne le 17 novembre 1858 et mort à Sala Consilina, le 8 avril 1911) est un peintre italien.

## Biographie
Gaetano Esposito se forme  auprès de Gaetano d'Agostino, puis s'inscrit à l'Institut Royal des Beaux-Arts de Naples, où il étudie sous Filippo Palizzi, Domenico Morelli et Stanislao Lista.financé par une allocation du gouvernement de Salerne. Il a été influencé par Antonio Mancini,  en particulier dans la peinture de scènes de genre comme la description des activités des classes inférieures de Naples. Il peint aussi des portraits,.
À la fin du XIXe siècle il  décore le Caffè Gambrinus à Naples, le plafond  du théâtre Communal Garibaldi  à Santa Maria Capua Vetere (1895), et le plafond du palais de la Bourse à Naples où il peint les Allégories du travail et de l'histoire (1897-1898).
Il a commencé à se consacrer aux  vedute, à la peinture de marine, similaires à celles de l'École du Pausilippe. Il peint à diverses reprises le pittoresque Palazzo Donn'Anna.  En 1904 à l'Exposition Universelle de Saint Louis, il  remporte une médaille d'or pour une toile de grande dimension Marina di Napoli.
La peinture Sinite parvulos est présentée  en 1880 à l'exposition de Turin. En 1877 à l'Exposition Nationale, il expose Un triste presentimento, Una figlia della colpa et  Una cucina tutta fumo. En 1883, à Rome,  Da Posillipo. En 1884, à Turin,  Brillo, Tipo napoletano, Primi palpiti, Aspetti, et Colloquio piacevole.
En 1910, une jeune  élève, Venturina Castrignani, se suicidé après avoir été rejetée sentimentalement par Gaetano Esposito qui pris de remords met fin à ses jours le 7 avril 1911, à la Sala Consilina à Salerne.